# 676

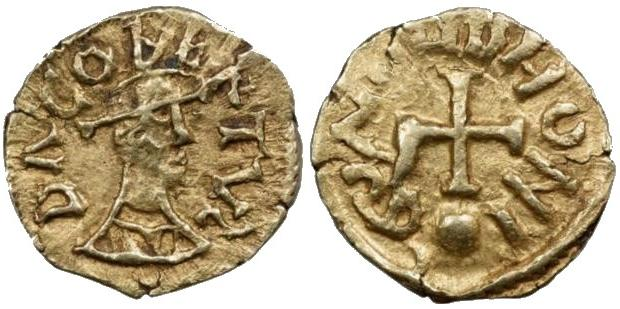
Koning Dagobert II (ca. 652-679)

Het jaar 676 is het 76e jaar in de 7e eeuw volgens de christelijke jaartelling.

## Gebeurtenissen

### Brittannië
- Koning Æscwine van Wessex overlijdt na een regeerperiode van 2 jaar. Hij wordt opgevolgd door Centwine, een zoon van voormalig koning Cynegils. Tijdens zijn bewind verstevigt hij het opperkoningschap over Wessex.

### Europa
- De Austrasische adel roept Dagobert II ("de Jonge") terug uit ballingschap in Ierland en zetten hem op de troon van Austrasië. Hij volgt Clovis III op (zie: 675) die mogelijk is vermoord in opdracht van hofmeier Ebroin.

### Azië
- De Chinese Tang-strijdkrachten worden door het koninkrijk Silla (na een bezetting van 8 jaar) van het schiereiland verjaagd.
- Tridu Songtsen (676-704) volgt zijn vader Mansong Mangtsen op als koning van Tibet. (waarschijnlijke datum)

## Religie
- 17 juni - Paus Adeodatus II overlijdt na een 4-jarig pontificaat. Hij wordt opgevolgd door Donus als de 78e paus van de Katholieke Kerk.
- Adelmus, Angelsaksisch bisschop, sticht de abdij van Malmesbury. (waarschijnlijke datum)
- Hildulf, bisschop van Trier, laat de abdij van Moyenmoutier (huidige Lotharingen) bouwen.

## Geboren
- Johannes Damascenus, Syrisch monnik en theoloog (overleden 749)

## Overleden
- 17 juni - Adeodatus II, paus van de Katholieke Kerk
- Clovis III, koning van Austrasië (waarschijnlijke datum)
- Liuteric, hofmeier van Neustrië
- Mansong Mangtsen (33), koning van Tibet